# 花井爱子
花井爱子（日语：花井 愛子），（1956年11月30日—）。日本作家。出生于日本兵库县，5岁时随父亲搬迁至名古屋。20世纪80年代开始进行文学创作，收入颇丰，名震一时。20世纪90年代以来因为涉入家庭遗产问题而大受影响。其作品主要以少女为题材，具有较强的抒情性与表现性。